# Ilan Van Wilder
Ilan Van Wilder   (Jette, 14 de maig de 2000) és un ciclista belga, professional des del 2020. Actualment corre a l'equip Soudal Quick-Step.
En el seu palmarès destaca la Volta a Alemanya de 2023.

## Palmarès
- 2018
  - 1r a la Nokere Koerse júnior
  - Vencedor d'una etapa dels Tres dies d'Axel
- 2019
  - Campió del Brabant flamenc de contrarellotge sub-23
  - Vencedor d'una etapa del Gran Premi Priessnitz spa
- 2023
  - 1r a la Volta a Alemanya i vencedor d'una etapa
  - 1r a la Tre Valli Varesine

#### Resultats al Giro d'Itàlia
- 2023. 12è de la classificació general

#### Resultats a la Volta a Espanya
- 2020. Abandona (1a etapa)
- 2022. 40è de la classificació general